# Deportes ecuestres en los Juegos Olímpicos de Londres 2012 – Doma individual
El evento de doma individual de hípica en los Juegos Olímpicos de Londres 2012 tuvo lugar entre el 2 al 9 de agosto en Greenwich Park.

## Horario
Todos los horarios están en Tiempo Británico (UTC+1)
| Fecha                        | Tiempo | Ronda                         |
| ---------------------------- | ------ | ----------------------------- |
| Jueves, 2 de agosto de 2012  | 11:00  | Grand Prix (Día 1) (GP)       |
| Viernes, 3 de agosto de 2012 | 11:00  | Grand Prix (Día 2)            |
| Martes, 7 de agosto de 2012  | 10:00  | Grand Prix Special (GPS)      |
| Jueves, 9 de agosto de 2012  | 12:30  | Estilo libre Grand Prix (GPF) |

## Resultados
| Jinete                        | Nación               | Caballo            | Pts. GP | Rank | Pts. GPS | Rank | Pts. GPF | Rank              |
| ----------------------------- | -------------------- | ------------------ | ------- | ---- | -------- | ---- | -------- | ----------------- |
| Charlotte Dujardin            | Reino Unido (GBR)    | Valegro            | 83.663  | 1 Q  | 83.286   | 1 Q  | 90.089   | Medalla de oro    |
| Adelinde Cornelissen          | Países Bajos (NED)   | Parzival           | 81.687  | 2 Q  | 81.968   | 2 Q  | 88.196   | Medalla de plata  |
| Laura Bechtolsheimer          | Reino Unido (GBR)    | Mistral Højris     | 76.839  | 7 Q  | 77.794   | 5 Q  | 84.339   | Medalla de bronce |
| Helen Langehanenberg          | Alemania (GER)       | Damon Hill         | 81.140  | 3 Q  | 78.937   | 4 Q  | 84.303   | 4                 |
| Carl Hester                   | Reino Unido (GBR)    | Uthopia            | 77.720  | 5 Q  | 80.571   | 3 Q  | 82.857   | 5                 |
| Anky van Grunsven             | Países Bajos (NED)   | Salinero           | 73.343  | 16 Q | 74.794   | 12 Q | 82.000   | 6                 |
| Dorothee Schneider            | Alemania (GER)       | Diva Royal         | 76.277  | 8 Q  | 77.571   | 6 Q  | 81.661   | 7                 |
| Kristina Sprehe               | Alemania (GER)       | Desperados         | 79.119  | 4 Q  | 76.254   | =7 Q | 81.375   | 8                 |
| Edward Gal                    | Países Bajos (NED)   | Undercover         | 75.395  | 11 Q | 75.556   | 10 Q | 80.267   | 9                 |
| Juan Manuel Muñoz             | España (ESP)         | Fuego              | 75.608  | 10 Q | 75.476   | 11 Q | 79.321   | 10                |
| Tinna Vilhelmson Silfven      | Suecia (SWE)         | Don Auriello       | 74.271  | 14 Q | 74.063   | 15 Q | 79.286   | 11                |
| Nathalie Zu Sayn-Wittgenstein | Dinamarca (DEN)      | Digby              | 74.924  | 13 Q | 75.730   | 9 Q  | 79.089   | 12                |
| Victoria Max-Theurer          | Austria (AUT)        | Augustin           | 73.267  | 17 Q | 73.619   | 17 Q | 79.053   | 13                |
| Patrik Kittel                 | Suecia (SWE)         | Scandic            | 74.073  | 15 Q | 74.079   | 14 Q | 78.732   | 14                |
| Valentina Truppa              | Italia (ITA)         | Eremo del Castegno | 75.790  | 9 Q  | 73.127   | 18 Q | 78.214   | 15                |
| Goncalo Carvalho              | Portugal (POR)       | Rubi               | 71.520  | 22 Q | 74.222   | 13 Q | 77.607   | 16                |
| Steffen Peters                | Estados Unidos (USA) | Ravel              | 77.705  | 6 Q  | 76.254   | =7 Q | 77.286   | 17                |
| Anna Kasprzak                 | Dinamarca (DEN)      | Donnperignon       | 75.289  | 12 Q | 73.794   | 16 Q | 76.446   | 18                |
| Anabel Balkenhol              | Alemania (GER)       | Dablino            | 70.973  | 24 Q | 73.032   | 19   |          |                   |
| Minna Telde                   | Suecia (SWE)         | Santana            | 67.477  | 44 Q | 72.270   | 20   |          |                   |
| Anne van Olst                 | Dinamarca (DEN)      | Clearwater         | 71.322  | 23 Q | 72.016   | 21   |          |                   |
| Emma Kanerva                  | Finlandia (FIN)      | Spirit             | 70.395  | 29 Q | 71.889   | 22   |          |                   |
| Morgan Barbançon              | España (ESP)         | Painted Black      | 72.751  | 19 Q | 71.556   | 23   |          |                   |
| Ashley Holzer                 | Canadá (CAN)         | Breaking Dawn      | 71.809  | 20 Q | 71.317   | 24   |          |                   |
| Tina Konyot                   | Estados Unidos (USA) | Calecto V          | 70.456  | 27 Q | 70.651   | 25   |          |                   |
| Richard Davison               | Reino Unido (GBR)    | Artemis            | 72.812  | 18 Q | 70.524   | 26   |          |                   |
| Claudia Fassaert              | Bélgica (BEL)        | Donnerfee          | 71.793  | 21 Q | 70.095   | 27   |          |                   |
| Jan Ebeling                   | Estados Unidos (USA) | Rafalca            | 70.243  | 30 Q | 69.302   | 28   |          |                   |
| José Daniel Martín            | España (ESP)         | Grandioso          | 69.043  | 39 Q | 69.286   | 29   |          |                   |
| Mikaela Lindh                 | Finlandia (FIN)      | Mas Guapo          | 70.729  | 26 Q | 69.016   | 30   |          |                   |
| Jessica Michel                | Francia (FRA)        | Riwera             | 70.410  | 28 Q | 68.810   | 31   |          |                   |
| Patrick van der Meer          | Países Bajos (NED)   | Uzzo               | 70.912  | 25 Q | 67.444   | 32   |          |                   |
| Siril Helljesen               | Noruega (NOR)        | Dorina             | 69.985  | 31   |          |      |          |                   |
| Lisbeth Seierskilde           | Dinamarca (DEN)      | Raneur             | 69.863  | 32   |          |      |          |                   |
| Anna Merveldt                 | Irlanda (IRL)        | Coryolano          | 69.772  | 33   |          |      |          |                   |
| Renate Voglsang               | Austria (AUT)        | Fabriano           | 69.635  | 34   |          |      |          |                   |
| Adrienne Lyle                 | Estados Unidos (USA) | Wizard             | 69.468  | 35   |          |      |          |                   |
| Beata Stremler                | Polonia (POL)        | Martini            | 69.422  | 36   |          |      |          |                   |
| Lyndal Oatley                 | Australia (AUS)      | Sandro Boy         | 69.377  | 37   |          |      |          |                   |
| Katarzyna Milczarek           | Polonia (POL)        | Ekwador            | 69.271  | 38   |          |      |          |                   |
| Hiroshi Hoketsu               | Japón (JPN)          | Whisper            | 68.739  | 40   |          |      |          |                   |
| Jacqueline Brooks             | Canadá (CAN)         | D'Niro             | 68.526  | 41   |          |      |          |                   |
| Kristy Oatley                 | Australia (AUS)      | Clive              | 68.222  | 42   |          |      |          |                   |
| Mary Hanna                    | Australia (AUS)      | Sancette           | 67.964  | 43   |          |      |          |                   |
| Michał Rapcewicz              | Polonia (POL)        | Randon             | 66.915  | 45   |          |      |          |                   |
| Svetlana Kiseliova            | Ucrania (UKR)        | Parish             | 66.763  | 46   |          |      |          |                   |
| Luiza de Almeida              | Brasil (BRA)         | Pastor             | 65.866  | 47   |          |      |          |                   |
| Louisa Hill                   | Nueva Zelanda (NZL)  | Antonello          | 65.258  | 48   |          |      |          |                   |
| Yassine Rahmouni              | Marruecos (MAR)      | Floresco           | 64.453  | 49   |          |      |          |                   |
| David Marcus                  | Canadá (CAN)         | Capital            | EL      | -    |          |      |          |                   |